# 부전대동계
부전대동계(浮田 大洞契)는 1663년에 중수되어 현재까지 운영되고 있는 대한민국 공주시 우성면 부전동(뜸바골 ; 내산리, 한천리, 도천리, 신웅리 등의 4개리, 15개의 자연마을) 대동계 자료이다. 2013년 4월 22일 충청남도의 유형문화재 제226호로 지정되었다.

## 개요
부전대동계 자료는 모두 47점이며 이 자료들은 1663년에 중수되어 현재까지 운영되고 있는 공주시 우성면 부전동(뜸바골 ; 내산리, 한천리, 도천리, 신웅리 등의 4개리, 15개의 자연마을) 대동계 자료이다. 현존하는 부전대동계 문서 가운데 가장 오래된 것은 1663년(계묘)의 동계좌목으로, 이 좌목의 서문에 의하면, 임진왜란 이전부터 이 마을에서는 동계가 실시되었음을 알 수 있다. 대동계의 설립은 조선초기에 부전동에 입향하여 정착한 예안김씨를 위시하여 그 집안의 사위로 들어와서 정착하는 전주이씨, 강화최씨, 충주지씨 등이 주도하였다. 대동계는 1663년에 중수된 후, 130여년간 손질없이 운영되다가, 1792년과 1839년에 당시의 시대적 변화상에 맞추어 다시 중수되었다. 대동계는 상계와 하계로 구성되어 있었으며, 상계에는 계원의 명부인 좌목과, 계원이 죽은 후 그 명단이 수록되는 선안이 작성되어 운영되었다.

## 같이 보기
- 계(契)

## 참고 자료
- 부전대동계 - 국가유산청 국가유산포털